# Ku Klux Klan
Ku Klux Klan (também conhecida como KKK ou simplesmente "o Klan") é um grupo de ódio de base protestante, de extrema-direita, supremacista branco e extremista cristão, que defende correntes reacionárias de nacionalismo branco, anti-imigração e, especialmente em iterações posteriores, o nordicismo, o anticatolicismo e o antissemitismo, historicamente expressos através do terrorismo voltado a grupos ou indivíduos aos quais eles se opõem. Todos as três incarnações do grupo haviam clamado pela "purificação" da sociedade estadunidense e todos são considerados organizações de extrema-direita.
A primeira Klan surgiu no sul dos Estados Unidos no final dos anos 1860 e deixou de existir no início da década de 1870. A organização tentou derrubar os governos estaduais republicanos no sul durante a Era da Reconstrução, especialmente através do uso da violência contra líderes afro-americanos. Com inúmeros ataques em todo o sul, o grupo foi suprimido por volta de 1871, através da aplicação da lei federal. Seus membros faziam seus próprios trajes, muitas vezes coloridos: roupões, máscaras e chapéus cônicos, projetados para serem aterrorizantes e para esconder suas identidades.
A segunda versão do grupo foi fundada em 1915 e começou a atuar em todo o país em meados da década de 1920, especialmente nas áreas urbanas do Centro-Oeste e Oeste. Se opunham aos católicos e judeus, especialmente os imigrantes mais recentes, sendo que ressaltava sua profunda oposição à Igreja Católica. Esta segunda organização adotou um traje branco padrão e usava palavras de código semelhantes como as do primeiro Klan, além de ter adicionado os rituais de queima de cruzes e de desfiles em massa.
A terceira e atual manifestação da KKK surgiu depois de 1950, sob a forma de grupos pequenos, locais e desconexos que fazem uso do nome KKK. Eles se concentraram na oposição ao movimento dos direitos civis, muitas vezes usando violência e assassinatos para reprimir ativistas. É classificado como um grupo de ódio pela Liga Antidifamação e pelo Southern Poverty Law Center. Estima-se ter entre 5 000 e 8 000 membros em 2012. A segunda e a terceira encarnações do Ku Klux Klan faziam referências frequentes ao sangue "anglo-saxão" dos Estados Unidos, que remete ao nativismo do século XIX. Embora os membros da KKK jurem defender a moralidade cristã, praticamente todas as denominações cristãs oficialmente denunciaram as práticas e ideologias da KKK.

## História

### A primeira Klan

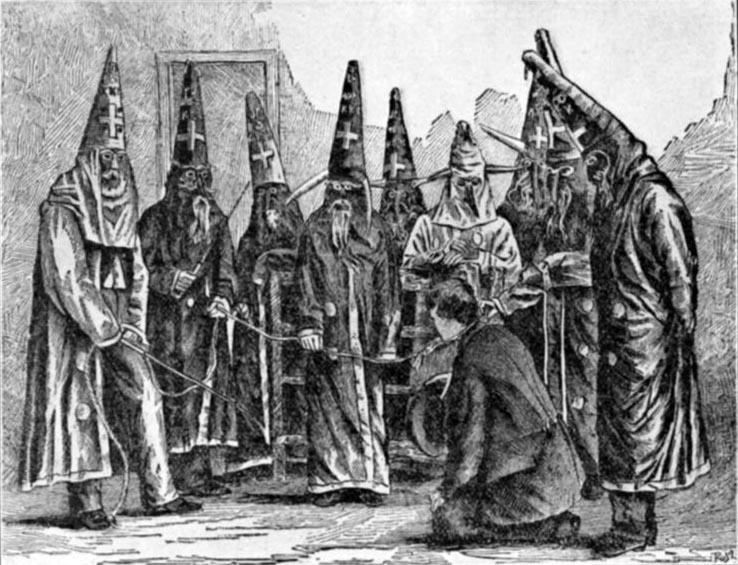
Representação da Ku Klux Klan na Carolina do Norte em 1870, baseada em uma fotografia tirada sob a supervisão de um oficial federal que apreendeu fantasias da Klan

A primeira Ku Klux Klan foi fundada em Pulaski, Tennessee, em 24 de dezembro de 1865, por seis ex-oficiais do exército confederado: Frank McCord, Richard Reed, John Lester, John Kennedy, J. Calvin Jones e James Crowe. Começou como uma sociedade fraternal inspirada, pelo menos em parte, pelas então em grande parte extintas Filhas de Malta. A Klan pegou emprestado partes da cerimônia de iniciação desse grupo, com o mesmo propósito: "iniciações ridículas, a confusão da curiosidade pública e a diversão dos membros eram os únicos objetivos da Klan", segundo Albert Stevens em 1907. O manual de rituais foi impresso por Laps D. McCord de Pulaski. As origens do capuz são incertas; pode ter sido apropriado do capuz espanhol capirote ou pode ser rastreado até o uniforme das celebrações do Mardi Gras no Sul.
De acordo com a Cyclopædia of Fraternities (1907), "A partir de abril de 1867, houve uma transformação gradual. [...] Os membros haviam conjurado um verdadeiro Frankenstein. Eles haviam brincado com uma máquina de poder e mistério, embora organizada em linhas inteiramente inocentes, e se encontraram superadas pela crença de que algo deve haver algo por trás de tudo isso - que, afinal, havia um propósito sério, um trabalho para a Klan fazer." O general confederado Nathan Bedford Forrest foi eleito o primeiro Grande Mago da Klan e alegou ser o líder da organização em todos os Estados Unidos. Ele afirmou que seus principais inimigos eram os republicanos, ativistas negros e brancos, e políticos nortenhos (chamados de "carpetbaggers" e "scalawags") que iam para o sul para tirar vantagem politicamente do caos pós-guerra.
A KKK não tinha estrutura organizacional acima do nível de "capítulo" ("chapter", ou seções). No entanto, havia grupos semelhantes em todo o Sul que adotavam objetivos semelhantes. Os capítulos da Klan promoviam a supremacia branca e se espalhavam por todo o Sul como um movimento insurgente em resistência à Reconstrução. O veterano confederado John W. Morton fundou um capítulo da KKK em Nashville, Tennessee. Como grupo secreto de vigilantes, a Klan visava libertos e seus aliados; o grupo buscava restaurar a supremacia branca por meio de ameaças e violência, incluindo assassinato. "Eles tinham como alvo líderes brancos do Norte, simpatizantes do Sul e negros politicamente ativos". Em 1870 e 1871, o governo federal aprovou as Leis de Execução, destinadas a processar e suprimir crimes da Klan.
A primeira Klan obteve resultados mistos em termos de alcançar seus objetivos. A organização enfraqueceu seriamente a liderança política negra por meio de assassinatos e ameaças de violência, e afastou algumas pessoas da política. Por outro lado, causou uma forte reação, com a aprovação de leis federais que, segundo o historiador Eric Foner, foram bem-sucedidas em termos de "restaurar a ordem, reavivar o moral das republicanas do Sul e permitir que os negros exercessem seus direitos como cidadãos". O historiador George C. Rable argumenta que a Klan foi um fracasso político e, portanto, foi descartada pelas líderes do Partido Democrata do Sul. Ele diz:
A Klan declinou em força em parte devido a fraquezas internas; sua falta de organização central e a incapacidade de seus líderes de controlar elementos criminosos e sádicos. Mais fundamentalmente, declinou porque não conseguiu alcançar seu objetivo central - a derrubada dos governos estaduais republicanos no Sul.
Depois que a Klan foi suprimida, surgiram grupos paramilitares insurgentes semelhantes que foram explicitamente direcionados para suprimir a votação republicana e tirar os republicanos do cargo: a Liga Branca, que começou na Louisiana em 1874; e os Camisas Vermelhas, que começaram no Mississippi e desenvolveram capítulos nas Carolinas. Por exemplo, os Camisas Vermelhas são creditadas por ajudar a eleger Wade Hampton como governador na Carolina do Sul. Eles foram descritas como atuando como o braço militar do Partido Democrata e são atribuídos por ajudar os democratas brancos a reganhar o controle das legislaturas estaduais em todo o Sul.

### A segunda Klan

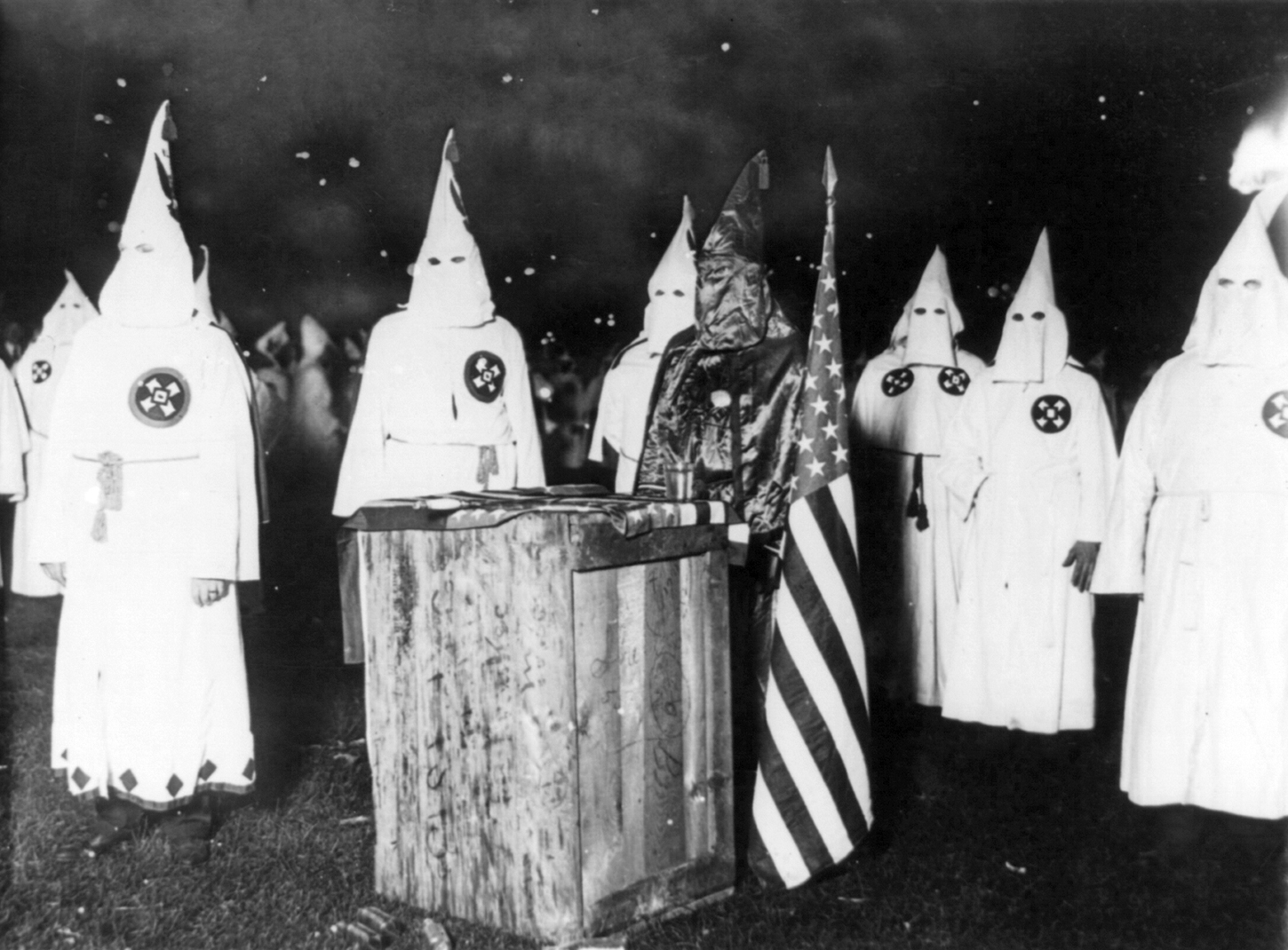
Uma reunião da KKK em Chicago, na década de 1920 (período considerado auge da Klan).

Em 1915, a segunda Klan foi fundada no topo do Stone Mountain, Geórgia, por William Joseph Simmons. Enquanto Simmons se baseava em documentos da Klan original e nas memórias de alguns anciões sobreviventes, a Klan revivida era baseada significativamente no filme extremamente popular O Nascimento de uma Nação. A Klan anterior não usava os trajes brancos e não queimava cruzes; esses aspectos foram introduzidos no livro de Thomas Dixon, The Clansman: A Historical Romance of the Ku Klux Klan, no qual o filme foi baseado. Quando o filme foi exibido em Atlanta em dezembro daquele ano, Simmons e seus novos membros da Klan desfilaram até o teatro em túnicas e capuzes pontiagudos - muitos em cavalos com túnicas -, assim como no filme. Esses desfiles em massa se tornaram outra marca registrada da nova Klan que não existia na organização original da era da Reconstrução.
A partir de 1921, a Klan adotou um sistema de negócios moderno usando recrutadores remunerados em tempo integral e atraiu novos membros como uma organização fraternal, de que muitos exemplos estavam florescendo na época. A sede nacional lucrava com o monopólio das vendas de trajes, enquanto os organizadores eram pagos por meio de taxas de iniciação. A organização cresceu rapidamente em todo o país em um período de prosperidade. Refletindo as tensões sociais entre a os Estados Unidos urbano e rural, a Klan se espalhou por todos os estados e era proeminente em muitas cidades.

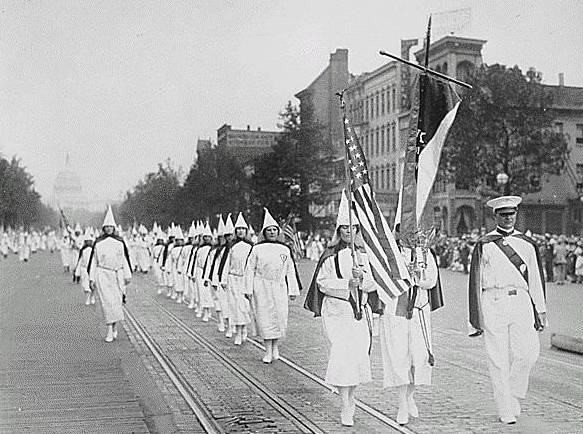
Marcha de integrantes da KKK em Washington, DC em 1928.

O escritor W. J. Cash, em seu livro de 1941, A Mente do Sul, caracterizou a segunda Klan como "anti-Negro, anti-Estrangeiro, anti-Comunista, anti-Católico, anti-Judeu, anti-Darwinista, anti-Moderno, anti-Liberal, fundamentalista, imensamente Moral, [e] militantemente protestante. E resumindo esses medos, a KKK os trouxe à tona com a tradição do passado e, acima de tudo, com o antigo padrão sulista de alta histrionia romântica, violência e coerção em massa do bode expiatório e do herege". A klan pregava o "Americanismo a Cem Por Cento" e exigia a purificação da política, pedindo moralidade estrita e melhor aplicação da Proibição. Sua retórica oficial focava na ameaça da Igreja Católica, usando o anticatolicismo e o nativismo. Seu apelo era dirigido exclusivamente aos protestantes brancos; o grupo se opunha a judeus, negros, católicos e imigrantes e orientais recém-chegados no Sul, como italianos, russos e lituanos, muitos dos quais eram de fato judeus ou católicos.
Alguns grupos locais ameaçavam violência contra traficantes de bebidas alcoólicas e aqueles que consideravam "pecadores notórios"; os episódios violentos geralmente ocorriam no Sul. Os Cavaleiros Vermelhos eram um grupo militante organizado em oposição à Klan e responderam violentamente às provocações da Klan em várias ocasiões.

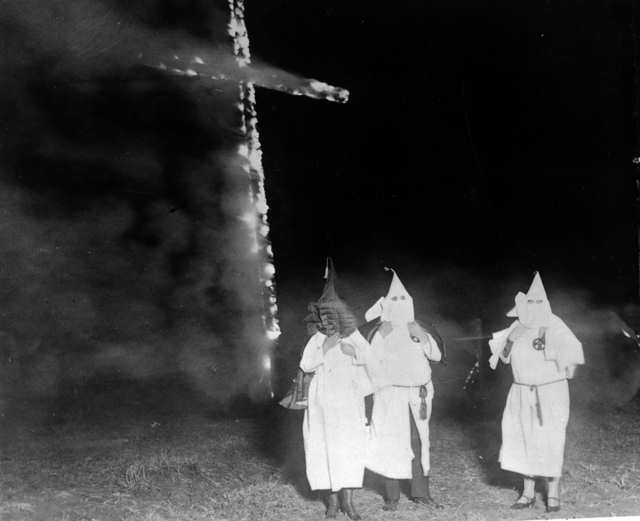
Cruz sendo queimada, atividade introduzida por William J. Simmonk, o fundador da segunda Klan em 1915.

A segunda Klan era uma organização fraternal formal, com uma estrutura nacional e estadual. Durante o ressurgimento da segunda Klan na década de 1920, sua publicidade era gerenciada pela Associação de Publicidade do Sul. Nos primeiros seis meses da campanha nacional de recrutamento da Associação, a adesão à Klan aumentou em 85 000 membros. Em seu auge, meados da década de 1920, a adesão à organização variava de três a oito milhões de membros.
Em 1923, Simmons foi expulso como líder da KKK por Hiram Wesley Evans. A partir de setembro de 1923, havia duas organizações da Ku Klux Klan: aquela fundada por Simmons e liderada por Evans, com sua força principalmente nos Estados Unidos do sul, e um grupo dissidente liderado pelo Grande Dragão D. C. Stephenson, sediado em Evansville, Indiana, com sua adesão principalmente no meio-oeste dos Estados Unidos.
Divisões internas, comportamento criminoso de líderes - especialmente a condenação de Stephenson pelo sequestro, estupro e assassinato de Madge Oberholtzer - e oposição externa causaram um colapso na adesão de ambos os grupos. A adesão ao grupo principal havia caído para cerca de 30 000 em 1930. Finalmente, desapareceu na década de 1940. Organizadores da Klan também atuaram no Canadá, especialmente em Saskatchewan entre 1926 e 1928, onde os membros da Klan denunciavam imigrantes do Leste Europeu como uma ameaça ao patrimônio "anglo-saxão" do Canadá.

### A terceira Klan

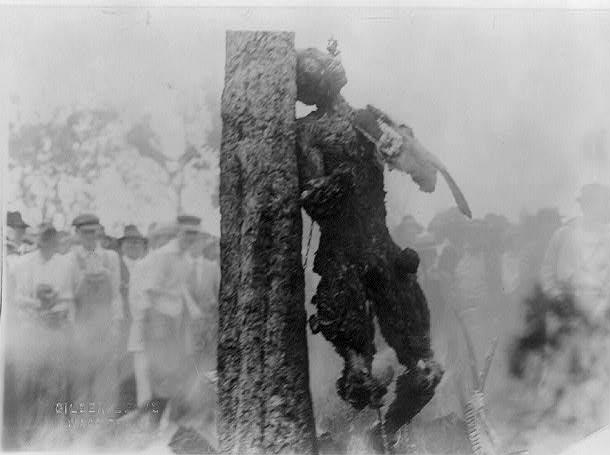
Cadáver de Jesse Washington dependurado numa árvore após ser queimado. Durante sua existência, a KKK promoveu centenas de linchamentos contra afro-americanos acusados de crimes, desrespeito a leis de segregação racial ou apenas por exercerem seu direito de votar.

O nome "Ku Klux Klan" foi usado por numerosos grupos locais independentes que se opuseram ao movimento pelos direitos civis e à dessegregação, especialmente nas décadas de 1950 e 1960. Durante esse período, eles frequentemente estabeleciam alianças com departamentos de polícia do Sul, como em Birmingham, Alabama, ou com os gabinetes dos governadores, como com George Wallace, do Alabama. Vários membros de grupos da Klan foram condenados por assassinato nas mortes de ativistas pelos direitos civis no Mississippi em 1964 e de crianças no Atentado à bomba na Igreja Batista da Rua 16, em Birmingham, em 1963.
O governo dos Estados Unidos ainda considera a Klan uma "organização terrorista subversiva". Em abril de 1997, agentes do FBI prenderam quatro membros dos Verdadeiros Cavaleiros da Ku Klux Klan em Dallas por conspiração para cometer roubo e por conspirar para explodir uma planta de processamento de gás natural. Em 1999, o conselho municipal de Charleston, Carolina do Sul, aprovou uma resolução declarando a Klan uma organização terrorista.
A existência de grupos modernos da Klan tem estado em constante declínio, devido a uma variedade de fatores: desde o desgosto negativo do público americano pela imagem, plataforma e história do grupo, até a infiltração e persecução pela aplicação da lei, perdas em processos civis e a percepção da extrema direita de que a Klan está desatualizada e fora de moda. O Centro Legal de Pobreza do Sul relatou que entre 2016 e 2019, o número de grupos da Klan no território dos Estados Unidos caiu de 130 para apenas 51. Um relatório de 2016 da Liga Antidifamação estima que existam pouco mais de 30 grupos ativos da Klan nos Estados Unidos. As estimativas de adesão coletiva total variam de cerca de 3 000 a 8 000 membros. Além de seus membros ativos, a Klan tem um "número desconhecido de associados e apoiadores".

## Fora dos Estados Unidos
Além da Ku Klux Klan no Canadá, houve várias tentativas de organizar capítulos da KKK fora dos Estados Unidos.
Na Austrália no final dos anos 1990, o ex-membro do One Nation Peter Coleman estabeleceu filiais em todo o país, e por volta de 2012 o KKK tentou se infiltrar em outros partidos políticos, como o Australia First.
A atividade de recrutamento também foi relatada no Reino Unido.
Na Alemanha, um grupo relacionado ao KKK, Ritter des Feurigen Kreuzes ("Cavaleiros da Cruz de Fogo "), foi estabelecido na década de 1920. Depois que os nazistas conquistaram a Alemanha, o grupo se desfez e seus membros se juntaram aos nazistas. Outro grupo alemão relacionado ao KKK, os Cavaleiros Brancos Europeus da Ku Klux Klan, se organizou e ganhou notoriedade em 2012 quando a mídia alemã informou que dois policiais que eram membros da organização teriam permissão para manter seus empregos.
Um grupo Ku Klux Klan foi até estabelecido em Fiji no início de 1870 por colonos americanos brancos, embora suas operações tenham sido rapidamente encerradas pelos britânicos que, embora ainda não oficialmente estabelecidos como a principal autoridade de Fiji, tiveram um papel de liderança no estabelecimento de uma nova monarquia constitucional que estava sendo ameaçada pelas atividades da Klan de Fiji.